# Буксир
Букси́р – самоходен плавателен съд за буксировка и кантовка на други съдове и плаващи съоръжения (същата дума се използва и за въжето, посредством което се буксират съдовете).
Буксирите се делят на: пристанищни (кантовчици), морски буксири и буксири-спасители, буксировчици и тласкачи.
Пристанищните кантовчици имат сравнително неголеми размери и се използват за осигуряване на швартовката на съдовете в акваторията на пристанището и всякаква друга пристанищна работа, морските обикновено са значително по-големи, предназначени са за използване в открито море, използват се за буксировка на съдове, плаващи съоружения и спасителни операции. Буксирите-спасители се използват за помощ на съдове в морето и буксировката им в пристанище.
Буксировчиците теглят несамоходните съдове, а тласкачите ги бутат. Преди буксировчиците водели кервани от речни баржи, но в съвремието за тази цел се използват изключително само тласкачи.
Буксирите-тласкачи с баржи съставляват основата на товарния флот по руските вътрешни водни пътища.
За разлика от всички останали видове плавателни съдове, за буксира една от най-важните характеристики е не скоростта, а тягата или упора, т.е. силата, с която той може да въздейства на придвижвания съд. Освен това отличителна черта на буксирите е, че при относително неголеми размери те имат ниска посадка във водата; последното е необходимо за това, че по време на транспортиране на високобордни (особено тесни места, където съдовете са свързани с къси въжета) да не се „оголват“ гребните винтове, а да са постоянно потопени във водата.